# Semiothisa valmonaria
Semiothisa valmonaria là một loài bướm đêm trong họ Geometridae.